# Frente Renovador
El Frente Renovador (FR) es un partido político argentino de orientación peronista. El partido es miembro de la coalición política de centroizquierda llamada Unión por la Patria. En 2019 el partido fue reconocido legalmente al haber obtenido la personería definitiva en los distritos electorales de: Provincia de Buenos Aires, Ciudad Autónoma de Buenos Aires, Santa Cruz, Tucumán, Santiago del Estero, Santa Fe, La Pampa y Chubut.
El antecedente inmediato es un coalición electoral distrital de la Provincia de Buenos Aires en Argentina, establecida en 2013 para participar de las elecciones legislativas de ese año. Estuvo integrado por los partidos
Fuerza Organizada Renovadora Democrática, Frente Renovador de la Provincia de Buenos Aires, 
Unión Popular, 
Nuevo Buenos Aires,
Tercera Posición,
Movimiento por la Equidad, la Justicia y la Organización Popular, 
Partido del Trabajo y la Equidad,
y el Partido de la Concertación Social, 
y reconoció como liderazgo más destacado a Sergio Massa, que encabezó la lista de candidatos a diputados nacionales.
A pesar de que el Frente Renovador no se presentó en las elecciones presidenciales de 2015, la coalición política nacional UNA, que sostuvo la candidatura a presidente de la Nación de Sergio Massa, es frecuentemente denominada como "Frente Renovador".
Actualmente el partido es integrante de la coalición política Unión por la Patria, anteriormente denominada Frente de Todos, que llevó al propio Massa como candidato a primer diputado nacional por la provincia de Buenos Aires. En diciembre de 2019, Massa fue elegido presidente de la Cámara de Diputados de la Nación, ocupando el tercer lugar en la línea sucesoria presidencial.

## Historia

### Fundación y lanzamiento
Sergio Massa anunció públicamente su intención de competir por una banca en la Cámara de Diputados en representación de la Provincia de Buenos Aires el 22 de junio de 2013, dando a conocer la conformación de un nuevo partido político denominado Frente Renovador.
Su primera presentación tuvo lugar el 24 de junio de 2013, en una reunión que contó con la presencia de la totalidad de su equipo político, incluyendo a los candidatos que lo acompañarían en la lista de diputados nacionales para las Primarias Abiertas Simultáneas y Obligatorias (PASO) de agosto.
El 8 de julio de 2013, Massa presentó a los candidatos del Frente Renovador, así como las principales propuestas, mencionando al partido de Tigre, de donde es oriundo, por ser "el lugar que lo eligió y le dio la posibilidad de mostrar aquellas cosas que queremos replicar en todas partes de la Provincia."
El partido logró en junio de 2019 obtener su personeria jurídica nacional integrándose como tal a la alianza Frente de Todos. Aun no fueron realizadas sus elecciones internas por lo tanto no hay presidente designado del partido.

### Elecciones legislativas de 2013

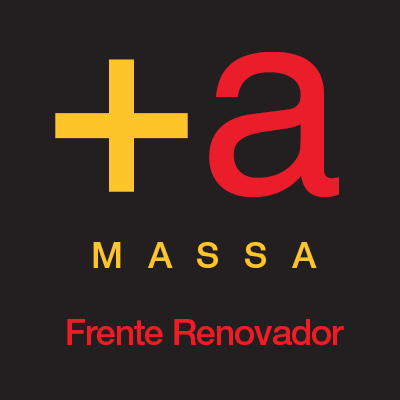
Logo utilizado durante la campaña del 2013

La alianza electoral fue oficialmente presentada el día 24 de junio de 2013 en un acto realizado en el Museo de Arte de Tigre (MAT) que fue encabezado por Sergio Massa y el segundo candidato a diputado nacional de su lista, el Intendente de Almirante Brown, Darío Giustozzi. 

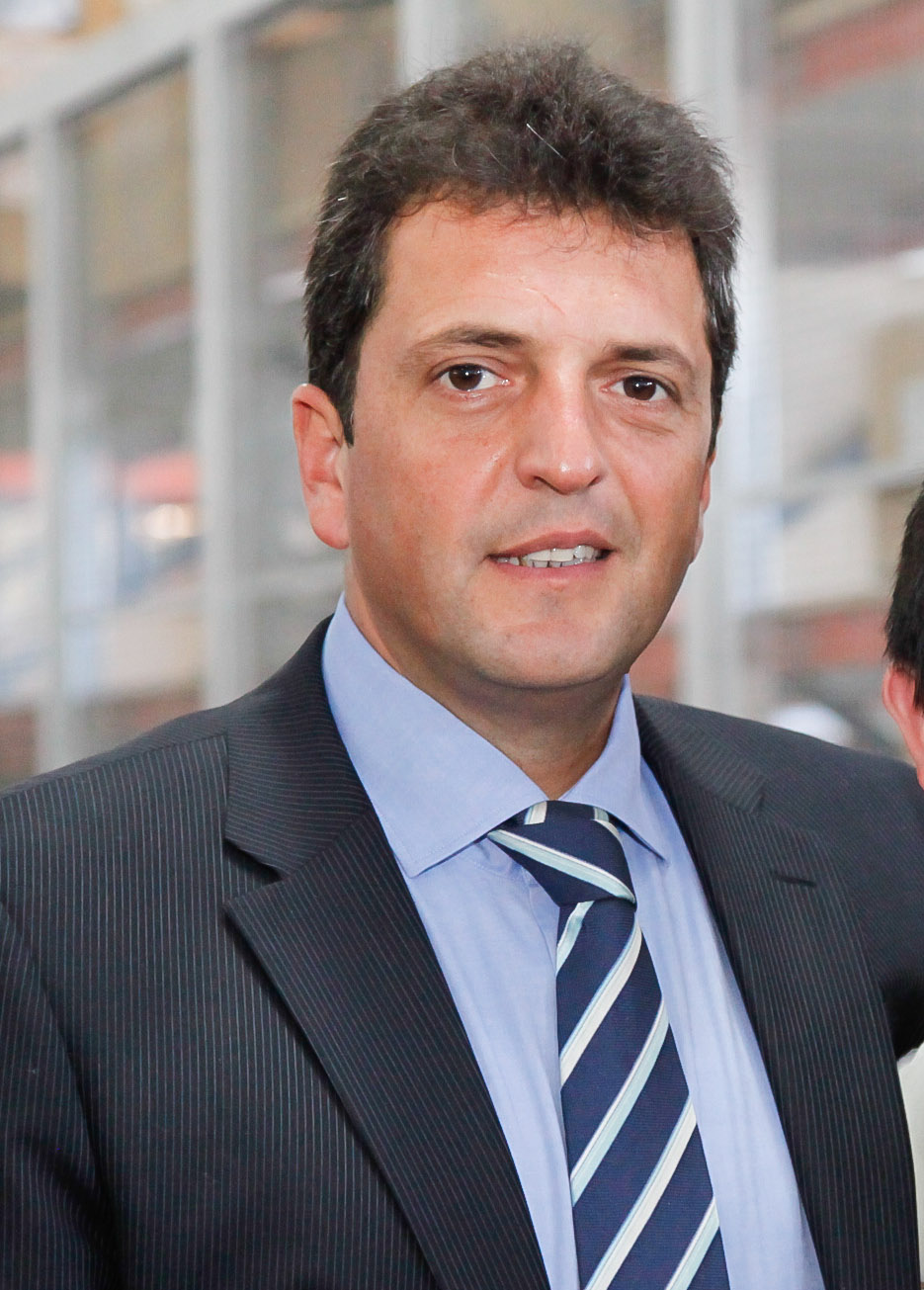
Sergio Massa, líder del Frente Renovador.

En el discurso pronunciado ante 15.000 personas Massa presentó las propuestas del FR, en donde los ejes discursivos fueron, entre otros, reducir la inflación, mejorar la calidad educativa, aplicar cambios en el sistema de Impuesto a las Ganancias, reducir el empleo en negro, construir un acuerdo social entre las grandes empresas y las PyMEs, mejorar la competitividad en cada zona de la provincia de Buenos Aires, reducir la criminalidad, descentralizar el poder judicial, luchar contra el narcotráfico y promover mayores vínculos entre el campo y la industria, reformar el sistema tributario y crear un cuerpo de policías municipales para reforzar la prevención del delito.
También se manifestó en contra de una eventual reforma de la Constitución Nacional para habilitar un tercer mandato consecutivo de la entonces Presidenta Cristina Fernández de Kirchner.
En las elecciones primarias de agosto de 2013, se impuso en la provincia de Buenos Aires con más del 35% de los votos válidos emitidos frente al 29% obtenido por el candidato del Frente para la Victoria. En las elecciones generales de octubre del mismo año amplió su ventaja en el mismo distrito al conseguir el 44% de los sufragios frente al 32% de Frente para la Victoria y el 12% del Frente Progresista, Cívico y Social.
Como consecuencia de la elección resultaron elegidos por el FR los siguientes diputados nacionales: Sergio Massa, Darío Giustozzi, Mirta Tundis, Felipe Solá, José Ignacio de Mendiguren, Soledad Martínez, Adrián Pérez, Adrián Guzmán, Azucena Ehcosor, Gilberto Alegre, Gladys González, Christian Gribaudo, Marcelo D' Alessandro, Liliana Schwindt, Eduardo Fabiani,Horacio Alonso y Mirto Flore’.

### Elecciones generales de 2015
El Frente Renovador no volvió a presentarse como tal en las elecciones presidenciales de 2015, sin embargo la coalición nacional que sostuvo la candidatura a presidente de la Nación de Sergio Massa fue frecuentemente denominada como "Frente Renovador" y confundida con aquella alianza distrital, aunque su nombre oficial fue Unidos por una Nueva Alternativa y tuvo una composición diferente.
Al participar de una interna con José Manuel de la Sota la lista que Massa encabezaba utilizó el logo del Frente Renovador para identificarse de la lista de su rival. Massa triunfa en la interna y la lista que queda conformada sigue utilizando el Frente Renovador.

### Elecciones legislativas de 2017
En el año 2017 y con las elecciones venideras este se agrupa junto al Gen liderado por Margarita Stolbizer para conformar el frente 1País el cual impulsaba a la fórmula Massa-Stolbizer para senadores y a Felipe Carlos Solá como primer candidato a diputado nacional. Después de esta elección el bloque que esta fuerza representa en diputados quedó conformada con un total de 17 legisladores nacionales.
Luego de discrepancias respecto del rumbo que debería tomar el espacio en octubre de 2018, Felipe Solá con Facundo Moyano, Daniel Arroyo, Fernando Asencio y Jorge Toboada deciden abandonar el espacio formando otro bloque en el congreso y rompiendo definitivamente con Sergio Massa.

### Elecciones generales de 2019
En 2019 el FR conformo la alianza Frente de Todos apoyando la fórmula presidencial de Alberto Fernández y Cristina Fernández de Kirchner. El líder del partido Sergio Massa se postuló como primer candidato a diputado nacional por la provincia de Buenos Aires.

### Elecciones presidenciales de 2023
Para las elecciones presidenciales de 2023, el Frente Renovador formó parte de la alianza electoral Unión por la Patria. Durante la presidencia de Alberto Fernández, el líder del Frente Renovador, Sergio Massa, desempeñó un papel crucial, primero como presidente de la Cámara de Diputados y luego como ministro de Economía de la Nación. Finalmente, Massa se convirtió en el candidato presidencial de Unión por la Patria.
Massa enfrentó poca oposición interna dentro de la alianza, superando a su único contendiente, el político Juan Grabois, en las elecciones primarias de 2023. En las elecciones generales del mismo año Massa fue el candidato más votado. Compitió en la segunda vuelta contra el candidato Javier Milei de La Libertad Avanza, quien lo derrotó por 56% contra 44%.

## Composición en el Congreso
|  | Unión por la Patria (8/99) |              |      |      |
|  | Carlos Ramiro Gutiérrez    | Buenos Aires | 2023 | 2027 |
|  | Cecilia Moreau             | Buenos Aires | 2023 | 2027 |
|  | Sabrina Selva              | Buenos Aires | 2023 | 2027 |
|  | Daniel Arroyo              | Buenos Aires | 2021 | 2025 |
|  | Micaela Moran              | Buenos Aires | 2022 | 2025 |
|  | Monica Litza               | Buenos Aires | 2021 | 2025 |
|  | Marcela Passo              | Buenos Aires | 2021 | 2025 |
|  | Diego Giuliano             | Santa Fe     | 2023 | 2027 |

## Resultados electorales

### Elecciones presidenciales
|  | 14,32 % |

|  | 21,39 % |

|  | 47,479 % |

|  | 48,24 % |

|  | 21,40 % |

|  | 36,68 % |

|  | 44,30 % |

### Elecciones al congreso

#### Cámara de Diputados
| Año  | Votos      | %     | Bancas ganadas | Total de bancas | Posición | Presidencia                             | Nota                |
| ---- | ---------- | ----- | -------------- | --------------- | -------- | --------------------------------------- | ------------------- |
| 2013 | 3,977,966  | 17.60 | 13/130         | 19/130          | Minoría  | Cristina Fernández de Kirchner (FPV-PJ) |                     |
| 2015 | 4,125,115  | 19.54 | 14/130         | 24/130          | Minoría  | Cristina Fernández de Kirchner (FPV-PJ) | UNA                 |
| 2017 | 1,467,558  | 5.71  | 4/130          | 15/257          | Minoría  | Mauricio Macri (Cambiemos)              | 1País               |
| 2019 | 11.359.508 | 45.50 | 6/130          | 11/257          | Minoría  | Mauricio Macri (Cambiemos)              | Frente de Todos     |
| 2021 | 8.041.290  | 34.56 | 3/127          | 10/257          | Minoría  | Alberto Fernández (Frente de Todos)     | Frente de Todos     |
| 2023 | 9.196.568  | 37.80 | 4/130          | 8/257           | Minoría  | Alberto Fernández (Unión por la Patria) | Unión por la Patria |

#### Senado
| Año  | Votos      | %     | Bancas ganadas | Total de bancas | Posición | Presidencia                             | Nota                |
| ---- | ---------- | ----- | -------------- | --------------- | -------- | --------------------------------------- | ------------------- |
| 2013 | 3,977,966  | 17.60 | 0/24           | 0/24            | Minoría  | Cristina Fernández de Kirchner (FPV-PJ) |                     |
| 2015 | 4,125,115  | 19.54 | 0/24           | 0/24            | Minoría  | Cristina Fernández de Kirchner (FPV-PJ) | UNA                 |
| 2017 | 1,467,558  | 5.71  | 0/24           | 0/24            | Minoría  | Mauricio Macri (Cambiemos)              | 1País               |
| 2019 | 11,359,508 | 45.50 | 0/24           | 0/72            | Minoría  | Mauricio Macri (Cambiemos)              | Frente de Todos     |
| 2021 | 8.041.290  | 34.56 | 0/24           | 0/72            | Minoría  | Alberto Fernández (Frente de Todos)     | Frente de Todos     |
| 2023 |            |       | 0/24           | 0/72            | Minoría  | Alberto Fernández (Unión por la Patria) | Unión por la Patria |